# Нигерские переходные леса
Нигерские переходные леса — экорегион влажных тропических лесов на юго-востоке Нигерии, расположенный между рекой Нигер на западе и рекой Кросс на востоке. Ранее богатая смесь тропических лесов и саванн покрывала эти низинные округлые холмы, но сегодня это один из наиболее плотно заселённых площадей Африки и сегодня большинство лесов вырублены и данный регион в основном представлен массивами пастбищ.

## Местоположение и описание
Экорегион проходит по следующим штатам Нигерии: Абия, Аква-Ибом, Анамбра, Эбоньи и Имо. Нигерские переходные леса занимают площадь 20 700 км². Река Нигер отделяет их от Нигерийских низинных лесов на западе, которые, вероятно, наиболее близко приближены к исконной окружающей среде экорегиона. К югу и юго-западу лежат Заболоченные леса дельты Нигера. На севере Нигерские переходные леса переходят в Гвинейскую лесосаванну.
Климат экорегиона влажный, становится более сухим вглубь континента в сухой сезон с декабря по февраль.

## Флора
Традиционная флора и фауна экорегиона «переходная», сочетающая элементы Верхнегвинейских лесов Западной Африки и Нижнегвинейские леса Центральной Африки, которые являются самыми большими массивами тропических влажных широколиственных лесов на Африканском континенте. Деревья представлены видами рода Афцелия (Afzelia), которая выращивается для производства древесины, и борассусом эфиопским (Borassus aethiopum).

## Фауна
Небольшие участки заповедных лесов остаются в пределах региона и служат прибежищем для таких животных как мартышка Склатера (Cercopithecus sclateri) и Chamaeleo cristatus. Река Нигер всегда служила естественным барьером для передвижения диких животных на пути внутрь и наружу региона. Крупные млекопитающие были практически уничтожены в этом районе в 1940-х годах. В настоящий момент здесь осталось так мало диких животных, что местные жители ловят в пищу даже лягушек и летучих мышей.

## Угрозы
Экорегион выдерживает плотный натиск человека на протяжении веков, в результате чего большая часть первоначального лесного покрова была расчищена для сельского хозяйства, культивируемых лесных насаждений и городских сооружений, таких как нефтеперерабатывающие заводы Порт-Харкорта. Немногие оставшиеся анклавы исконного леса включают заповедник  в штате Аква-Ибом вместе с некоторыми анклавами священного леса, которые постепенно исчезают под натиском деревень, и участки леса вдоль рек. Существуют лесные массивы в штате Анамбра, но они созданы преимущественно для выращивания древесины, а не для сохранения оригинальной природной экосистемы.

## Посещение региона
В этом регионе высокий уровень преступности, поэтому в ноябре 2009 года Британское правительство выступило против всех посещений в штат Аква-Ибом, особенно возражая против поездок вдоль рек, также обращая внимание на риск вооружённого нападения в Анамбре и Абии.